# Konsten att irritera folk
Konsten att irritera folk (eng: How to Irritate People) är ett brittisk TV-program från 1968 i regi av Ian Fordyce. Kreatörerna bakom humorprogrammet At Last the 1948 Show skapade denna TV-special, där John Cleese, Graham Chapman och Tim Brooke-Taylor framträder tillsammans med framtida Monty Python-samarbetarna Michael Palin och Connie Booth.
I olika sketcher demonstrerar Cleese precis vad titeln antyder - hur man irriterar människor, detta görs dock på mer konventionella sätt än absurditeterna hos liknande Monty Python-sketcher.

## Rollista (i urval)
- John Cleese - Sig själv och diverse roller
- Tim Brooke-Taylor - Diverse roller
- Graham Chapman - Diverse roller
- Michael Palin - Diverse roller
- Gillian Lind - Diverse roller
- Connie Booth - Diverse roller
- Dick Vosburgh - Diverse roller

## DVD
Programmet har givits ut på DVD, ibland med "irriterande" felvänd förpackning och avsiktligt felaktig navigering - ett exempel på detta är Sanctuary Visual Entertainment-utgåvan från 2002, där omslaget har framsidan på baksidan och vice versa - menyn på skivan ändras varje gång ett alternativ väljs och måste tryckas på flera gånger.